# Zápas o titul mistryně světa v šachu 1934

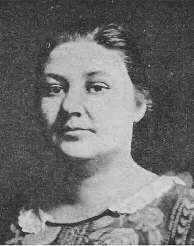
Věra Menčíková

První zápas o titul mistryně světa v šachu po vzoru zápasu mužů se uskutečnil v roce 1934 v Rotterdamu v Nizozemsku. Střetly se mistryně světa Věra Menčíková a vyzývatelka Sonja Grafová. K vítězství v zápase bylo třeba 3 výher a hrály se jen 4 partie a ani jedna neskončila remízou. První partii vyhrála vyzývatelka, ale ve zbývajících třech zvítězila Menčíková a titul obhájila.

## Tabulka
| č. | Šachistka      | Země           | 1 | 2 | 3 | 4 |  | + | − | = | Body |
| -- | -------------- | -------------- | - | - | - | - |  | - | - | - | ---- |
| 1  | Věra Menčíková | Československo | 0 | 1 | 1 | 1 |  | 3 | 1 | 0 | 3    |
| 2  | Sonja Grafová  | Německo        | 1 | 0 | 0 | 0 |  | 1 | 3 | 0 | 1    |